# Kelly Rowan
Kelly Rowan (Ottawa, 26 ottobre 1965) è un'attrice canadese.
Deve la sua celebrità all'interpretazione del personaggio di Kirsten Cohen nel telefilm The O.C. (2003-2007).

## Biografia
Nata a Ottawa, la capitale del Canada, si è trasferita a Los Angeles nel 1990 per intraprendere la carriera di attrice, ottenendo numerosi ruoli, sia sul piccolo che sul grande schermo. Nel 2008 ha dato alla luce una bambina dal suo ex compagno David Thomson: la coppia si è separata prima ancora della nascita della piccola. Nel 2009 è apparsa in un episodio della settima stagione della serie CSI: Miami. Ha recitato anche nella serie Perception, come amica immaginaria del dottor Daniel Pierce.

## Filmografia

### Cinema
- I figli del divorzio (Children of Divorce) (1980)
- Un mostro tutto da ridere (My Pet Monster) (1986)
- Non aprite quel cancello (The Gate), regia di Tibor Takács (1987)
- Hook - Capitan Uncino (Hook), regia di Steven Spielberg (1991)
- Assassins, regia di Richard Donner (1995)
- L'inferno nello specchio (Candyman 2) (Candyman: Farewell to the Flesh), regia di Bill Condon (1995)
- Codice omicidio 187 (One Eight Seven), regia di Kevin Reynolds (1997)
- Appuntamento a tre (Three to Tango), regia di Damon Santostefano (1999)
- The Truth About Jane, regia di Lee Rose (2000)
- Jack and Jill vs. the World, regia di Vanessa Parise (2008)
- Cyberbully, regia di Charles Binamé (2011)
- Rufus, regia di Dave Schultz (2012)

### Televisione
- TrashPolis - serie TV, 9 episodi
- Amore Batticuore - serie TV, 7 episodi
- Dallas - serie TV, 3 episodi (1978-1991)
- Febbre d'amore - serie TV, 1 episodio (1979)
- Believe - serie TV, 1 episodio (1980)
- Candy Man-series - serie TV (1980-1987)
- Il mondo è così - serie TV ,5 episodi (1982)
- Best of Love - serie TV, 1 episodio (1983)
- Oltre i limiti (The Outer Limits) - serie TV, 2 episodi (1995-1998)
- Da Vinci's Inquest - serie TV, 2 episodi (1998)
- CSI - Scena del crimine (CSI: Crime Scene Investigation) - serie TV, episodio 2x08 (2001)
- Boomtown  - serie TV, 4 episodi (2002)
- The O.C. - serie TV, 92 episodi (2003-2007)
- Otto giorni per la vita (Eight Days to Live), regia di Norma Bailey (2006) - Film TV
- CSI: Miami - serie TV, episodio 7x17 (2009)
- Flashpoint - serie TV, episodio 3x02 (2010)
- Perception – serie TV, 36 episodi (2012-2015)
- Dog with a Blog - serie TV, 1 episodio (2013)
- Castle - serie TV, episodio 8x03 (2015)
- Un felice Natale in stile Murdoch, speciale natalizio  de I misteri di Murdoch (2015)
- I tulipani dell'amore (Tulips in Spring), regia di David Winning (2016) - Film TV

## Doppiatrici italiane
Nelle versioni in italiano delle opere in cui ha recitato, Kelly Rowan è stata doppiata da:
- Alessandra Korompay in Candyman 2 - L'inferno nello specchio, Perception, Castle, I tulipani dell'amore
- Mavi Felli in Cyberbully - Pettegolezzi online, Codice Omicidio 187
- Monica Gravina in The O.C., Flashpoint
- Laura Boccanera in Appuntamento a tre
- Cinzia De Carolis in CSI: Miami
- Isabella Pasanisi in Hook - Capitano Uncino